# Geneviève Ngo
Geneviève Édith Ngo Mbeleck (10 marzo 1993) è una calciatrice camerunese, centrocampista della nazionale camerunese.

## Carriera

### Nazionale
Genevieve Ngo gioca nell'edizione 2014 della Coppa delle Nazioni Africane femminile, in cui la nazionale arriva al secondo posto, grazie alla sconfitta per 2-0 contro la Nigeria la quale comunque garantirà a lei e alle sue compagne la storica qualificazione alla fase finale di un campionato mondiale femminile di calcio all'edizione di Canada 2015. In questa edizione della Coppa d'Africa ha segnato il gol decisivo in semifinale contro la Costa d'Avorio al 118º minuto della partita.
Viene inserita nella rosa della Nazionale in partenza per il Campionato mondiale femminile di calcio 2015 che si gioca in Canada. In questa edizione dopo aver superato il girone eliminatorio con sei punti; frutto di due vittorie e una sconfitta, viene eliminata agli ottavi di finale dalla Nazionale di calcio femminile della Cina con il risultato di 1 a 0 a favore delle asiatiche.
Nel 2016 partecipa alla Coppa delle Nazioni Africane femminile in cui la sua nazionale era qualificata di diritto essendone l'organizzatrice. Il Camerun arriverà fino in finale dove però viene sconfitta dalla nazionale Nigeriana per 1 a 0.